# Голям мадейрански тайфунник
Голям мадейрански тайфунник (Pterodroma feae) е вид птица от семейство Procellariidae. Видът е почти застрашен от изчезване.